# تنگه چین

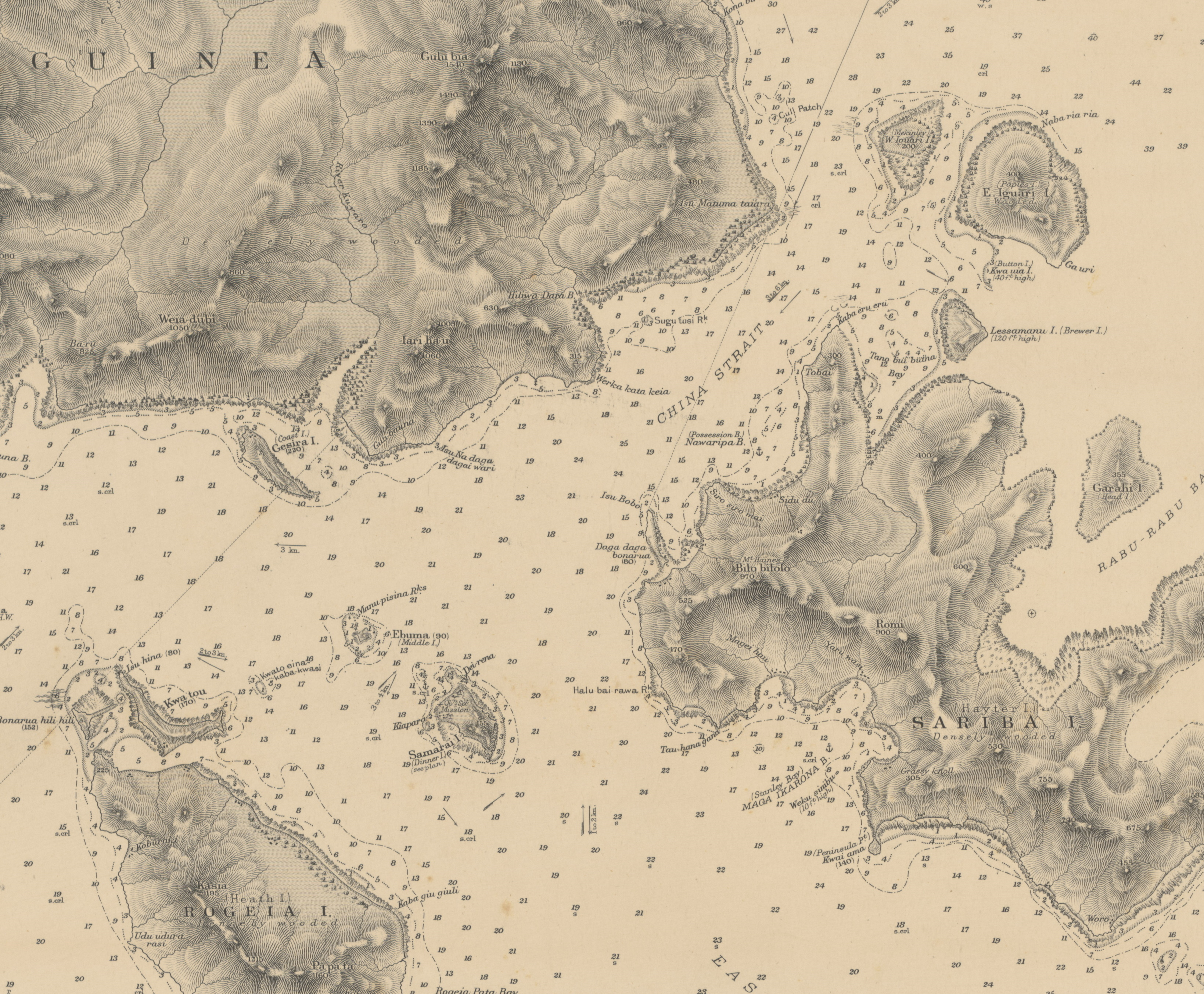
تنگه چین همان‌طور که در نمودار دریایی از سال ۱۸۸۸ نشان داده شده‌است

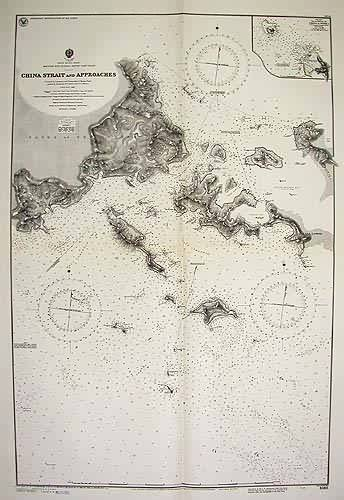
نقشه تنگه چین در جنگ جهانی دوم- نیروی دریایی ایالات متحده آمریکا

تنگه چین (انگلیسی: China Strait) یک تنگه دریایی در استان خلیج میلنه از پاپوآ گینه نو است.
این تنگه دریای سلیمان را با دریای مرجان مرتبط می‌کند. تنگه چین یک تنگه قابل کشتیرانی بین سرزمین اصلی گینه نو و جزیره سامورایی و همچنین در استان خلیج میلنه در پاپوآ گینه نو قرار دارد. این تنگه به طول ۴مایل دریایی (۷ کیلومتر) و عرض ۰/۷۵ مایل دریایی (۱ کیلومتر) دریای سلیمان را به دریای مرجان متصل می‌کند.